# Талая (приток Пчёвжи)
Талая — река на территории России, протекает по Любытинскому району Новгородской области. Устье реки находится в 128 км по правому берегу реки Пчёвжи. Длина реки составляет 19 км, площадь водосборного бассейна 56,4 км².

## Данные водного реестра
По данным государственного водного реестра России относится к Балтийскому бассейновому округу, водохозяйственный участок реки — Волхов, речной подбассейн реки — Волхов. Относится к речному бассейну реки Невы (включая бассейны рек Онежского и Ладожского озера).
Код объекта в государственном водном реестре — 01040200612102000019063.

## Топографические карты
- Лист карты O-36-31. Масштаб: 1 : 100 000. Указать дату выпуска/состояния местности.